# Globo Filmes
A Globo Filmes é uma coprodutora de cinema brasileira integrante da empresa Globo, criada em 1998 como braço cinematográfico da TV Globo. A empresa atua em parceria com outras produtoras independentes nacionais e distribuidoras nacionais e internacionais.
Embora significativa parcela das realizações da produtora se encontre apoiada no sistema de produção através da captação de recursos das leis federais de incentivo à cultura, em parceria com produtoras independentes responsáveis pela captação de recursos e produção física dos longas, várias outras produções cinematográficas foram realizadas sem a necessidade de utilização de dinheiro público, através de investimento próprio e patrocínios, entre as quais O Auto da Compadecida, Caramuru, a invenção do Brasil e A Grande Família. Ao todo, a Globo Filmes participou da produção de mais de 200 filmes que alcançaram mais de 190 milhões de espectadores nas salas de cinema, formou parcerias com cerca de 80 produtores independentes e sempre esteve comprometida com a cultura brasileira através da busca de conteúdo nacional de qualidade e com potencial popular. Preocupada em desenvolver projetos que aproximem cada vez mais o público brasileiro do cinema nacional, a Globo Filmes já produziu um leque diversificado de gêneros cinematográficos: obras infantis, como as de Xuxa e Renato Aragão; adultos de várias espécies, como Tropa de Elite 2, Os Normais 2, O Ano em que Meus Pais Saíram de Férias, Meu Nome Não é Johnny, e Casa de Areia; e os voltados à família, como A Grande Família, O Auto da Compadecida e Caramuru, a invenção do Brasil.
A empresa também trouxe para a grande tela, filmes provenientes de programas como Casseta e Planeta e Os Normais, além de outros projetos derivados de um produto originalmente exibido na televisão aberta, através do formato de minissérie (como em O Auto da Compadecida) e caso especial (como em Lisbela e o prisioneiro). Além disto, algumas coproduções tiveram destaque no cenário internacional e em festivais, como Tropa de Elite 2 (Festival de Sundance e Berlim), Cidade de Deus (indicado a 4 Oscar), Olga (vendido para mais de 35 países), Carandiru (Seleção Oficial de Cannes), Que Horas Ela Volta? (Festival de Sundance e Berlim), Aquarius (Seleção Oficial de Cannes), entre outros. Os lançamentos da empresa costumam contar com o apoio de divulgação do Grupo Globo, que envolve veículos de todos os tipos como jornais, rádios, revistas, televisão e internet, que se torna um diferenciador para a disputa de mercado por parte daqueles filmes coproduzidos ou apoiados pela Globo Filmes.
Em 2022, a Globo Filmes anuncia a mudança de logo.

## História
O primeiro filme coproduzido pela Globo Filmes foi Simão, o fantasma trapalhão, lançado em 1998. Já em 1999, foi a vez do filme Zoando na TV protagonizado pela apresentadora Angélica e com as participações dos famosos atores globais Márcio Garcia, Danielle Winits, Miguel Falabella, Paloma Duarte e Bussunda. O roteiro e a direção foram também entregues para "profissionais da casa", no caso Carlos Lombardi e José Alvarenga Júnior, respectivamente. No mesmo ano foram lançados Orfeu, de Cacá Diegues, e O Trapalhão e a Luz Azul.
A partir do ano 2000, a produtora passou a contar com títulos de grande bilheteria. Primeiro foi lançado Bossa Nova, de Bruno Barreto. Depois, utilizando um material já exibido em rede nacional, a Globo Filmes produziu versões para O Auto da Compadecida, que atingiu um público total de 2.157.166 espectadores. O filme primeiro foi captado em película cinematográfica de 16 mm, fato novo até então em minisséries, somente depois passou por um processo conhecido como transfer que habilita o filme para o 35 mm, a bitola profissional das salas de exibição comercial cinematográfica.
Em 2001 foram lançados A Partilha, Caramuru, a invenção do Brasil e Xuxa e os Duendes. Caramuru também foi adaptado ao formato de longa a partir de uma minissérie originalmente captada no formato HDTV, que teve o tempo de duração reduzido em uma hora, contando com imagens captadas no Brasil e em Portugal.
Em 2002 a Globo Filmes coproduziu dois filmes de grande sucesso de bilheteria, ambos com mais de 2 milhões de espectadores, Cidade de Deus e Xuxa e os Duendes 2 - No Caminho das Fadas. O primeiro foi indicado a 4 prêmios do Oscar no mesmo ano e foi considerado um dos 100 melhores filmes de todos os tempos pela revista ‘Time’.
A partir de 2003 a empresa passou a coproduzir um maior número de títulos por ano, alcançando neste ano um total de 21.213.993 espectadores, com 11 filmes. Foram lançados sucessos como Carandiru, Os Normais e Lisbela e o prisioneiro, adaptação da peça teatral, que já havia sido adaptada para um especial de 50 minutos pela TV Globo. No cinema, Lisbela e o prisioneiro se tornou um dos filmes mais vistos no ano de 2003, quando alcançou um público pagante expressivo de 3.174.643 de espectadores.
A presença da empresa Globo Filmes no mercado de cinema brasileiro foi elogiada por Cineastas e produtores como Luiz Carlos Barreto e Cacá Diegues nos anos 2000, enquanto que Walter Salles e Nelson Pereira dos Santos se posicionaram contra.
A Globo Filmes figurou entre os dez filmes mais assistidos da Retomada. Suas coproduções recordistas de público são encabeçadas pelo esucesso de Tropa de Elite 2, filme brasileiro mais visto de todos os tempos com mais de 11 milhões de espectadores, seguido por, Se Eu Fosse Você 2, que levou ao cinema mais de 6 milhões de pessoas. O longa-metragem 2 Filhos de Francisco, lançado em 2005, alcançou um público de 5 milhões, pouco mais que De Pernas Pro Ar 2, Carandiru, Minha Mãe É Uma Peça e 'Nosso Lar, produções que chegaram à casa dos 4 milhões. Outros sucessos como Até Que A Sorte Nos Separe 2, Se Eu Fosse Você e De Pernas Pro Ar atingiram mais de 3 milhões de espectadores cada um. Juntos, eles levaram mais de 52 milhões de pessoas às salas de exibição.

## Filmografia

### Década de 1990

#### 1998
- Simão, o Fantasma Trapalhão

#### 1999
- Zoando na TV
- Orfeu
- O Trapalhão e a Luz Azul

### Década de 2000

#### 2000
- Bossa Nova
- O Auto da Compadecida

#### 2001
- A Partilha
- Caramuru - A Invenção do Brasil
- Xuxa e os Duendes

#### 2002
- Cidade de Deus
- Xuxa e os Duendes 2 - No Caminho das Fadas

#### 2003
- Deus é Brasileiro
- Carandiru
- O Homem que Copiava
- Didi, O Cupido Trapalhão
- Lisbela e o Prisioneiro
- O Caminho das Nuvens
- Maria, Mãe do Filho de Deus
- Os Normais - O Filme
- Casseta & Planeta - A Taça do Mundo é Nossa
- Acquaria
- Xuxa Abracadabra

#### 2004
- Sexo, Amor e Traição
- Viva Voz
- Cazuza – O Tempo não Pára
- Querido Estranho
- Olga
- Redentor
- A Dona da História
- Xuxa e o Tesouro da Cidade Perdida
- Meu Tio Matou um Cara

#### 2005
- Tainá 2 - A Aventura Continua
- O Casamento de Romeu e Julieta
- Casa de Areia
- 2 Filhos de Francisco
- O Coronel e o Lobisomem
- Vinícius
- Xuxinha e Guto contra os Monstros do Espaço

#### 2006
- Didi - O Caçador de Tesouros
- Se Eu Fosse Você
- A Máquina
- Irma Vap - O Retorno
- Zuzu Angel
- Anjos do Sol
- Casseta & Planeta: Seus Problemas Acabaram!
- O Maior Amor do Mundo
- Muito Gelo e dois Dedos D'Água
- O Ano em Que Meus Pais Saíram de Férias
- Xuxa Gêmeas
- O Cavaleiro Didi e a Princesa Lili

#### 2007
- A Grande Família - O Filme
- Pro Dia Nascer Feliz
- Antônia
- Caixa Dois
- Ó Paí, Ó
- Cartola
- Inesquecível
- Não por Acaso
- Saneamento Básico, o Filme
- Primo Basílio
- Cidade dos Homens
- O Homem que Desafiou o Diabo
- Sem Controle
- Xuxa em Sonho de Menina
- Os Porralokinhas

#### 2008
- Meu Nome Não é Johnny
- O Signo da Cidade
- Polaróides Urbanas
- Chega de Saudade
- Bodas de Papel
- O Guerreiro Didi e a Ninja Lili
- Era uma vez...
- Os Desafinados
- Casa da Mãe Joana
- A Guerra dos Rocha
- Última Parada 174
- Orquestra dos Meninos
- Romance

#### 2009
- Se Eu Fosse Você 2
- Verônica
- Divã
- Simonal - Ninguém Sabe o Duro que Dei
- A Mulher Invisível
- Tempos de Paz
- Os Normais 2 - A Noite Mais Maluca de Todas
- Salve Geral
- Alô, Alô, Terezinha!
- Besouro
- Xuxa em O Mistério de Feiurinha

### Década de 2010

#### 2010
- Lula, o Filho do Brasil
- Chico Xavier
- Quincas Berro D'Água
- O Bem Amado
- 400 Contra 1 - Uma História do Crime Organizado
- 5x Favela - Agora por Nós Mesmos
- Nosso Lar
- Tropa de Elite 2: o Inimigo agora É Outro
- Aparecida - O Milagre
- De Pernas Pro Ar

#### 2011
- Desenrola
- Brasil Animado
- Bróder
- Qualquer Gato Vira-Lata
- Cilada.com
- Assalto ao Banco Central
- Não Se Preocupe, Nada Vai Dar Certo
- Onde Está a Felicidade
- O Homem do Futuro
- Família Vende Tudo
- O Palhaço

#### 2012
- As Aventuras de Agamenon
- Reis e Ratos
- Billi Pig
- Xingu
- Paraísos Artificiais
- E Aí... Comeu?
- Corações Sujos
- O Diário de Tati
- Totalmente Inocentes
- Até que a Sorte nos Separe
- Gonzaga - de Pai pra Filho
- Os Penetras
- De Pernas pro Ar 2

#### 2013
- Tainá - A Origem
- A Busca
- Vai que Dá Certo
- Giovanni Improtta
- Faroeste Caboclo
- Minha Mãe é uma Peça
- O Concurso
- Flores Raras
- A Casa da Mãe Joana 2
- O Tempo e o Vento
- Mato sem Cachorro
- Serra Pelada
- Meu Passado Me Condena
- Crô - O Filme
- Minhocas
- Até que a Sorte nos Separe 2

#### 2014
- Confissões de Adolescente - O Filme
- Muita Calma Nessa Hora 2
- S.O.S. Mulheres ao Mar
- Entre Nós
- Confia em Mim
- Julio Sumiu
- Getúlio
- Os Homens São de Marte... e é pra lá que eu vou
- Vermelho Brasil
- Tim Lopes - História de Arcanjo
- Amazônia
- Na Quebrada
- Tim Maia
- Made in China
- Boa Sorte
- Irmã Dulce
- A Noite da Virada
- Os Caras de Pau em O Misterioso Roubo do Anel

#### 2015
- Loucas Pra Casar
- Entre Abelhas
- Sorria, Você Está Sendo Filmado - O Filme
- Qualquer Gato Vira-Lata 2
- Meu Passado Me Condena 2
- Real Beleza
- Linda de Morrer
- Que Horas Ela Volta?
- Pequeno Dicionário Amoroso 2
- Operações Especiais
- S.O.S. Mulheres ao Mar 2
- A Floresta Que se Move
- Até Que A Sorte Nos Separe 3: A Falência Final

#### 2016
- Vai que Dá Certo 2
- Reza a Lenda
- Um Suburbano Sortudo
- Amor em Sampa
- Meu Amigo Hindu
- Mundo Cão
- De Onde Eu Te Vejo
- O Escaravelho do Diabo
- Em Nome da Lei
- Prova de Coragem
- Mais Forte que o Mundo
- Menino 23
- Vidas Partidas
- Aquarius
- Um Namorado Para Minha Mulher
- Um Homem Só
- É Fada
- O Shaolin do Sertão
- Através da Sombra
- Sob Pressão
- Elis
- O Filho Eterno
- Magal e os Formigas
- Minha Mãe É Uma Peça 2

#### 2017
- Os Saltimbancos Trapalhões: Rumo a Hollywood
- Os Penetras 2 – Quem Dá Mais?
- Redemoinho
- A Glória e a Graça
- Um Tio Quase Perfeito
- D.P.A - O Filme
- O Filme da Minha Vida
- Malasartes e o Duelo com a Morte
- João, O Maestro
- Como Nossos Pais
- Duas de Mim
- Chocante
- Entre Irmãs
- A Comédia Divina
- Vazante
- Não Devore Meu Coração
- Os Parças
- Fala Sério, Mãe!

#### 2018
- Encantados
- Os Farofeiros
- Aos Teus Olhos
- Quase Memória
- Teu Mundo Não Cabe nos Meus Olhos
- Antes que Eu me Esqueça
- Não Se Aceitam Devoluções
- As Boas Maneiras
- Tungstênio
- Mulheres Alteradas
- Uma Quase Dupla
- O Nome da Morte
- Ferrugem
- Crô em Família
- O Paciente - O Caso Tancredo Neves
- 10 Segundos Para Vencer
- Tudo por um Popstar
- Chacrinha: O Velho Guerreiro
- O Grande Circo Místico
- Sequestro Relâmpago
- Rasga Coração
- Intimidade entre Estranhos
- D.P.A. 2 - O Mistério Italiano
- Minha Vida em Marte

#### 2019
- Fevereiros
- Minha Fama de Mau
- Sai de Baixo - O Filme
- Albatroz
- Cine Holliúdy 2: A Chibata Sideral
- De Pernas pro Ar 3
- Deslembro
- Divino Amor
- Turma da Mônica: Laços
- Simonal
- Espero Tua (Re)volta
- O Amor Dá Trabalho
- Bacurau
- Vai que Cola 2 – O Começo
- Hebe: A Estrela do Brasil
- Ela Disse, Ele Disse
- Morto Não Fala
- Domingo
- Maria do Caritó
- Os Parças 2
- Carcereiros - O Filme
- O Juízo
- Minha Mãe É uma Peça 3
- Correndo Atrás

### Década de 2020

#### 2020
- A Divisão
- Macabro
- Breve Miragem de Sol[nota 1]
- Três Verões[nota 2]
- Não Vamos Pagar Nada
- Verlust
- De Perto Ela Não É Normal
- Boca de Ouro
- Babenco - Alguém Tem que Ouvir o Coração e Dizer: Parou
- Terapia do Medo

#### 2021
- Um Tio Quase Perfeito 2
- Atravessa a Vida
- Dente por Dente
- Depois a Louca Sou Eu
- Lucicreide Vai pra Marte
- Amigas de Sorte
- O Auto da Boa Mentira
- Nazinha, Olhai por Nós
- Libelu - Abaixo a Ditadura
- Loop
- Cine Marrocos
- Veneza
- 4 x 100 - Correndo por um Sonho
- L.O.C.A.[nota 3]
- Doutor Gama
- Dois Mais Dois
- Homem Onça
- Um Casal Inseparável
- O Silêncio da Chuva
- O Jardim Secreto de Mariana
- Marighella
- Pixinguinha, Um Homem Carinhoso
- Galeria Futuro
- Turma da Mônica: Lições

#### 2022
- Juntos e Enrolados
- Eduardo e Mônica
- Tô Ryca 2
- Medida Provisória
- D. P. A. 3 - Uma Aventura no Fim do Mundo
- As Verdades
- O Palestrante
- 45 do Segundo Tempo
- O Pai da Rita
- Pluft, o Fantasminha
- A Viagem de Pedro
- Uma Pitada de Sorte
- Os Suburbanos: O Filme
- Bem-vinda a Quixeramobim
- Serial Kelly
- O Amor Dá Voltas

#### 2023
- Me Chama que Eu Vou
- A Última Festa
- Andança: Os Encontros e as Memórias de Beth Carvalho
- Sinfonia de um Homem Comum
- Perlimps
- Derrapada
- Capitu e o Capítulo
- Tempos de Barbárie - Ato I: Terapia da Vingança
- Nosso Sonho[nota 4]
- Pérola
- Meu Nome É Gal
- Mussum, o Filmis
- Ó Paí, Ó 2
- Pedágio
- Tá Escrito
- Minha Irmã e Eu

#### 2024
- Nosso Lar 2: Os Mensageiros[nota 4]
- Os Farofeiros 2
- Uma Família Feliz
- Aumenta Que É Rock'n Roll
- Grande Sertão
- Tô de Graça – O Filme
- Motel Destino
- Arca de Noé
- O Clube das Mulheres de Negócios
- As Polacas

#### 2025
- MMA - Meu Melhor Amigo
- Vitória[nota 4]
- A Batalha da Rua Maria Antônia
- Os Enforcados
- Virgínia e Adelaide
- Manas
- A Sogra Perfeita 2
- Um Lobo entre os Cisnes
- C.I.C - Central de Inteligência Cearense